# Kauffmann (Orgelbauerfamilie)
Die österreichische Orgelbauerfamilie „Kauf(f)mann“ war von 1877 bis 1995 über 4 Generationen in Wien als Orgelbauer tätig, wobei insbesondere Orgeln mit pneumatischer und elektropneumatischer Traktur gebaut wurden. In den 1950er-Jahren konnte sich dieser Betrieb aus verschiedenen Gründen nicht mehr auf den Bau mechanischer Schleifladenorgeln umstellen, sodass mit Johann Hans (Heinz) Kauffmann (IV.) diese Orgelbauer-Dynastie endete. Bis vor 1900 schrieb sich Johann Marcellinus Kau(f)fmann noch mit „f“, danach mit „ff“, daher die unterschiedliche Schreibweise ein und desselben Familiennamens „Kauf(f)mann“.

## Stammbaum der Familie
- Marcellin Johann Kauf(f)mann (* 1. Juni 1849 in Stadtlauringen/Bayern, † 9. September 1906 in Wien) ⚭ 1879 Josefa Guthan[2]
war als Sohn eines Bauern als Orgelbauer bei Peter Titz/Wien tätig und studierte Mechanik am k.k. Polytechnischen Institut, der Vorläuferin der Technischen Universität Wien. Ab 1877 war er als selbstständiger Orgelbauer tätig, seine Werkstätte befand sich zunächst im 6. Wiener Gemeindebezirk, und zwar 1880–1883 in der Sandwirtgasse 2,[3][4] 1883–1884 in der Mollardgasse 4[2][5] und ab 1885[6] in der Stumpergasse 48. Ab 1902 befand sich seine Werkstätte im 15. Wiener Gemeindebezirk, in der Robert-Hamerling-Gasse 30, wo er auch Harmonien erzeugte. Bereits 1888 baute er die erste Kleinorgel mit elektrischer Traktur und 1902 mit pneumatischer Traktur. Der Familienname wurde von „Kaufmann“ auf „Kauffmann“ erst in der darauffolgenden Generation geändert.[7]
  - Johann Josef Kauf(f)mann (* 13. September 1883 in Wien; † 15. November 1953 ebenda[2]) ⚭ 1906 Rosa Theresia Maurer[8]
führte die Werkstätte seines Vaters im 15. Wiener Gemeindebezirk, Robert-Hamerling-Gasse 30, weiter und baute ab 1925 Orgeln mit elektrischer Traktur.
    - Johann Marcellinus Antonius Kauffmann (* 25. Juli 1910 in Wien; † 21. Mai 1965 ebenda[8]) ⚭ 1936 Wilhelma Klara Theresia Emilie Kaukol[9]
war ab 14 Jahren im väterlichen Betrieb als Orgelbauer tätig. Er wird wegen der gleichen Vornamen manchmal mit seinem Großvater Johann Marcell Kaufmann (sic!) verwechselt.[10] Johann M. Kauffmann und seine Familie wurde in Wien auf dem Baumgartner Friedhof (Gruppe K1, Nummer 75) bestattet.
      1. Johann Hans (Heinz) Kauffmann (* 1937 in Wien, † 4. August 1995 ebenda)
übernahm 1965 den väterlichen Betrieb; mit seinem Tod endete nach 120 Jahren die Familientradition.
      2. Norbert Kauffmann (* 4. April 1940 in Wien,[9] als Kind gestorben[11])
      3. Markus Maria Franz Kauffmann (* 25. Jänner 1947 ebenda,[9] † 22. Dezember 2011 ebenda[12])
wurde ebenfalls Orgelbauer und war zeitweise im väterlichen Betrieb als Orgelbauer tätig.
      4. Gottfried (Götz) Maria Kauffmann (* 15. Jänner 1949 in Wien; † 26. Jänner 2010 ebenda)
wurde zunächst ebenfalls Orgelbauer und war zeitweise im väterlichen Betrieb als Orgelbauer tätig. Später machte er als Volksschauspieler, Kabarettist und Buchautor Karriere.

## Werke

### Johann Marcell (Marcellin) Kauf(f)mann I. (1849–1906)
| Jahr      | Ort                            | Kirche                                                | Bild | Manuale | Register | Bemerkungen                                                                                                |
| --------- | ------------------------------ | ----------------------------------------------------- | ---- | ------- | -------- | --- |
| 1882      | Allentsteig                    | Pfarrkirche Allentsteig                               |      | II/P    | 16       | [ 13 ] |
| 1882      | Maria Ellend                   | Pfarr- und Wallfahrtskirche                           |      | I/P     | 6        | mechanische Kegellade                                                                                      |
| 1882      | Schottwien                     | Filialkirche Schottwien                               |      | I/P     | 8        | |
| 1882      | Litschau                       | Pfarrkirche Litschau                                  |      | II/P    | 12       | Gehäuse aus 1765, von Kauffmann erweitert                                                                  |
| 1883      | Höbersbrunn                    | Pfarrkirche Höbersbrunn                               |      | I/P     | 8        | 1941 umgebaut                                                                                              |
| 1883      | Messern                        | Pfarrkirche Messern                                   |      | I/P     | 8        | mechanische Kegellade                                                                                      |
| 1883      | Ernstbrunn                     | Pfarrkirche Ernstbrunn                                |      | II/P    | 16       | 1928 erweitert; nicht erhalten: seit 2000 Orgel von Rieger Orgelbau                                        |
| 1884      | Wien                           | Muttergotteskirche                                    |      | II/P    | 10       | |
| 1885      | Sparbach                       | Filialkirche Sparbach                                 |      | I/P     | 5        | mechanische Kegellade                                                                                      |
| 1886      | St. Marein in Niederösterreich | Pfarrkirche St. Marein in Niederösterreich            |      | II/P    | 12       | zweiteilig mit neobarockem Gehäuse, darüber polychromierte Figur König David im Ende des 17. Jahrhunderts. |
| 1886      | Neudorf im Weinviertel         | Pfarrkirche Neudorf im Weinviertel                    |      |         |          | |
| 1886      | Dreistetten                    | Pfarrkirche Dreistetten                               |      | I/P     | 8        | früher in Pernitz, nicht erhalten                                                                          |
| 1887      | Leitzersdorf                   | Pfarrkirche Leitzersdorf                              |      | II/P    | 12       | |
| 1888      | Stockerau                      | Pfarrkirche Stockerau                                 |      | II/P    | 25       | mechanische Kegelladen                                                                                     |
| 1888      | Göttlesbrunn                   | Pfarrkirche Göttlesbrunn                              |      | I/P     | 8        | mechanische Kegelladen                                                                                     |
| 1889      | St. Veit an der Triesting      | Pfarrkirche St. Veit an der Triesting                 |      | I/P     | 8        | |
| 1889      | Großpoppen                     | Pfarrkirche Großpoppen                                |      | I/P     | 6        | mechan. Kegellade; dieser Ort wurde zwecks Anlegung des Truppenübungsplatzes Allentsteig ausgesiedelt      |
| 1890/1893 | Maria Enzersdorf               | Heilig-Geist-Kirche im Missionshaus St. Gabriel       |      | M/P     | 5        | mechanische Kegellade, signiert Johann M. Kaufmann (sic)                                                   |
| 1890      | Wien                           | Salesianerinnenkirche                                 |      | II/P    | 12       | mechanische Kegellade, freistehender Spieltisch                                                            |
| 1890      | St. Egyden am Steinfeld        | Pfarrkirche St. Egyden am Steinfeld                   |      | I/P     | 8        | mechanische Kegellade, freistehender Spieltisch, Register pneumatisch                                      |
| 1890      | Wien                           | Nussdorfer Pfarrkirche                                |      | II/P    | 11       | mechanische Kegellade, freistehender Spieltisch                                                            |
| 1890      | Enzesfeld                      | Pfarrkirche Enzesfeld                                 |      | I/P     | 9        | mechanische Kegellade                                                                                      |
| 1890      | Baden bei Wien                 | Helenenkirche                                         |      | I/P     | 5        | mechanische Kegellade                                                                                      |
| 1890      | Obermallebarn                  | Pfarrkirche Obermallebarn                             |      | I/P     | 6        | mechanische Kegellade                                                                                      |
| 1890      | Pfaffstätten                   | Pfarrkirche Pfaffstätten                              |      | I/P     | 8        | mechanische Kegellade, nicht erhalten, Gehäuse aus 1810                                                    |
| 1891      | Neuhaus an der Triesting       | Pfarrkirche                                           |      | I/P     | 6        | mechanische Kegellade, freistehender Spieltisch                                                            |
| 1891      | Großhaselbach                  | Pfarrkirche Großhaselbach                             |      | II/P    | 16       | mechanische Kegellade                                                                                      |
| 1891      | Klein-Mariazell                | Basilika Klein-Mariazell                              |      | II/P    | 13       | nicht erhalten, Orgel aus 1998 von Anton Škrabl im historischen Prospekt                                   |
| 1892      | Mödling                        | Missionshaus St. Gabriel                              |      | I/P     | 5        | nunmehr in der Krypta aufgestellt, mechanische Kegelladen                                                  |
| 1892      | Biedermannsdorf                | Pfarrkirche Biedermannsdorf                           |      | II/P    | 12       | mechanische Kegellade                                                                                      |
| 1894      | Wien                           | Mariahilfer Kirche                                    |      | II/P    | 24       | mechanische Kegellade, freistehender Spieltisch                                                            |
| 1894      | Neuaigen                       | Pfarrkirche Mariae Himmelfahrt                        |      | I/P     | 8        | [ 33 ] |
| 1894      | Kirchberg am Wechsel           | Pfarrkirche Kirchberg am Wechsel                      |      | II/P    | 16       | [ 34 ] |
| 1895      | Fallbach                       | Pfarrkirche Fallbach                                  |      | I/P     | 10       | mechanische Kegellade                                                                                      |
| 1895      | Maria Gugging                  | Pfarr- und Wallfahrtskirche Maria Gugging             |      | I/P     | 8        | aus der Pfarrkirche hl. Antonius von Padua in Wien XV übertragen                                           |
| 1895      | Pottenhofen                    | Pfarrkirche Pottenhofen                               |      | I/P     | 10       | mechanische Kegellade, nicht erhalten, Gehäuse aus 1810                                                    |
| 1896      | Wien                           | Wallfahrtskirche zur Heiligen Theresia vom Kinde Jesu |      | I/P     | 5        | mechanische Kegellade                                                                                      |
| 1896      | Drosendorf NÖ                  | Stadtkirche Drosendorf                                |      | I/P     | 11       | |
| 1896      | Herzogbirbaum                  | Pfarrkirche Herzogbirbaum                             |      | II/P    | 11       | |
| 1896      | Wolkersdorf im Weinviertel     | Pfarrkirche Wolkersdorf im Weinviertel                |      | II/P    | 16       | [ 39 ] |
| 1896      | St. Corona am Schöpfl          | Pfarrkirche St. Corona am Schöpfl                     |      | I/P     | 7        | |
| 1896      | Aspang-Markt                   | Pfarrkirche Oberaspang                                |      | I/P     | 8        | [ 40 ] |
| 1896      | Aquileia                       | Basilika von Aquileia                                 |      |         |          | ursprünglich in der Katharinenfesthalle in Weigls Dreherpark [Wien XII]                                    |
| 1896      | Wultendorf                     | Pfarrkirche Wultendorf                                |      | I/P     | 8        | mechanische Kegellade                                                                                      |
| 1896/97   | Mödling                        | Spitalkirche (Mödling)                                |      | I/P     | 6        | [ 1 ] |
| 1897      | Obersdorf                      | Pfarrkirche Obersdorf                                 |      | I/P     | 6        | mechanische Kegellade                                                                                      |
| 1898      | Wien                           | Elisabethinenkirche                                   |      | II/P    | 14       | Gehäuse von 1757 (anonymer Orgelbauer) erhalten                                                            |
| 1898      | Obersiebenbrunn                | Pfarrkirche Obersiebenbrunn                           |      | I/P     | 12       | mechan. Kegellade                                                                                          |
| 1898      | Neulengbach                    | Pfarrkirche Neulengbach                               |      | II/P    | 20       | mechanische Kegellade                                                                                      |
| 1899      | Goggendorf                     | Pfarrkirche Goggendorf                                |      | I/P     | 8        | |
| 1899      | Hirtenberg                     | Pfarrkirche Hirtenberg                                |      | I/P     | 8        | mechan. Kegellade                                                                                          |
| 1899      | Kranichberg                    | Schloss Kranichberg                                   |      | I/P     | 5        | mechan. Kegellade                                                                                          |
| 1899      | Simonsfeld                     | Pfarrkirche Simonsfeld                                |      | I/P     | 8        | mechanische Kegellade                                                                                      |
| 1899      | Zlabern                        | Pfarrkirche Zlabern                                   |      | I/P     | 6        | mechanische Kegellade                                                                                      |
| 1900      | Tattendorf                     | Pfarrkirche Tattendorf                                |      | I/P     | 8        | |
| 1900      | Tulln                          | Minoritenkirche (Tulln)                               |      | I/P     | 6        | mechanische Kegellade                                                                                      |
| 1901      | Waidendorf                     | Pfarrkirche Waidendorf                                |      | I/P     | 7        | mechanische Kegellade                                                                                      |
| 1902      | Herrnleis                      | Pfarrkirche Herrnleis                                 |      | I/P     | 8        | |
| 1902      | Neusiedl an der Zaya           | Pfarrkirche Neusiedl an der Zaya                      |      | I/P     | 11       | mechanische Kegellade                                                                                      |
| 1903      | Wien                           | Pfarrkirche Maria Hietzing                            |      | II/P    | 18       | Gehäuse 1877 von Carl Hesse freistehender Spieltisch, pneumatische Traktur                                 |
| 1903      | Gschaidt                       | Pfarrkirche Gschaidt                                  |      | I/P     | 5        | pneumatische Traktur                                                                                       |
| 1903      | Hochneukirchen                 | Pfarrkirche Hochneukirchen                            |      | I/P     | 8        | mechanische Kegellade                                                                                      |
| 1904      | Mauerbach                      | Pfarrkirche Mauerbach                                 |      | I/P     | 7        | mechanische Kegellade                                                                                      |
| 1904      | Mönichkirchen                  | Pfarrkirche Mönichkirchen                             |      | I/P     | 8        | [ 56 ] |
| 1904      | Röhrenbach                     | Pfarrkirche Röhrenbach                                |      | I/P     | 8        | [ 57 ] |
| 1905      | Deinzendorf                    | Pfarrkirche Deinzendorf                               |      | II/P    | 12       | Klassizistisches Gehäuse aus dem späten 19. Jahrhundert                                                    |
| 1905/1906 | Wien                           | Bergkirche Rodaun                                     |      | II/P    | 12       | |

### Johann Josef Kauffmann II. (1883–1953)
| Jahr | Ort                       | Kirche                                | Bild | Manuale | Register | Bemerkungen |
| ---- | ------------------------- | ------------------------------------- | ---- | ------- | -------- | --- |
| 1899 | Götzendorf an der Leitha  | Pfarrkirche                           |      | I/P     | 6        | |
| 1906 | St. Christophen           | Pfarrkirche St. Christophen           |      | I/P     | 9        | [ 58 ] |
| 1906 | Klausen-Leopoldsdorf      | Pfarrkirche Klausen-Leopoldsdorf      |      | I/P     | 8        | mechanische Kegellade |
| 1907 | Mödring                   | Pfarrkirche Mödring                   |      | I/P     | 10       | pneumatische Kegellade |
| 1907 | Prinzendorf               | Pfarrkirche Prinzendorf an der Zaya   |      | I/P     | 9        | pneumatische Kegellade, Gehäuse aus 1795 von Josef Silberbauer |
| 1907 | Elsarn im Straßertal      | Pfarrkirche Elsarn im Straßertal      |      | I/P     | 7        | pneumatische Traktur |
| 1907 | Mödring                   | Pfarrkirche Mödring                   |      | I/P     | 7        | |
| 1909 | Ketzelsdorf               | Filialkirche Ketzelsdorf              |      | I/P     | 5        | pneumatische Traktur |
| 1909 | Enzersfeld im Weinviertel | Pfarrkirche Enzersfeld im Weinviertel |      | II/P    | 12       | pneumatische Traktur |
| 1910 | Stetten                   | Pfarrkirche Stetten                   |      | I/P     | 8        | |
| 1910 | Loidesthal                | Pfarrkirche Loidesthal                |      | I/P     | 8        | pneumatische Traktur |
| 1911 | Eichenbrunn               | Pfarrkirche Eichenbrunn               |      | I/P     | 6        | |
| 1911 | Gaweinstal                | Pfarrkirche Gaweinstal                |      | II/P    | 16       | mechanische Kegellade |
| 1911 | Pellendorf                | Pfarrkirche Pellendorf                |      | I/P     | 7        | [ 66 ] |
| 1913 | Bullendorf                | Pfarrkirche Bullendorf                |      | I/P     | 7        | |
| 1913 | Oberhausen                | Filialkirche Oberhausen               |      | I/P     | 5        | pneumatische Kegellade |
| 1913 | Wien                      | Pfarrkirche St. Antonius von Padua    |      | II/P    |          | |
| 1914 | Falkenstein               | Pfarrkirche Falkenstein               |      | II/P    | 14       | pneumatische Traktur |
| 1919 | Münichsthal               | Pfarrkirche Münichsthal               |      | I/P     | 5        | |
| 1921 | Obergänserndorf           | Pfarrkirche Obergänserndorf           |      | I/P     | 8        | |
| 1921 | Sierndorf an der March    | Pfarrkirche Sierndorf an der March    |      | I/P     | 5        | [ 69 ] |
| 1921 | Zwingendorf               | Pfarrkirche Zwingendorf               |      | I/P     | 6        | [ 70 ] |
| 1922 | Großkrut                  | Pfarrkirche Großkrut                  |      | II/P    | 15       | pneumatische Traktur, Orgelgehäuse aus 1834 |
| 1923 | Groß-Schweinbarth         | Pfarrkirche Groß-Schweinbarth         |      | II/P    | 13       | |
| 1924 | Asparn an der Zaya        | Pfarrkirche Asparn an der Zaya        |      | II/P    | 15       | Orgel hinter dem Hochaltar im Presbyterium nicht sichtbar |
| 1924 | Wien                      | Pfarrkirche St. Erhard Mauer          |      | II/P    | 14       | Gehäuse 1853 von Carl Hesse |
| 1925 | Mönchhof                  | Pfarrkirche Mönchhof                  |      | II/P    | 13       | [ 73 ] |
| 1925 | Wien                      | Sacré-Cœur-Klosterkirche              |      | II/P    | 12       | |
| 1926 | Wien                      | Pfarrkirche St. Thekla                |      | II/P    | 13       | |
| 1927 | Wien                      | Lazaristenkirche (Neubau)             |      | IV/P    | 52       | 1862 von Matthäus Mauracher als Salzburg als zweimanualige Orgel mit 25 Registern erbaut, 1899 von Josef Mauracher aus St. Florian auf 42 Register und 3 Manuale erweitert, 1927 durch Kauffmann auf 52 Register und 4 Manuale erweitert (4. Manual als Fernwerk ausgeführt). Größte spätromantische Kirchenorgel Wiens. Elektropneumatische Traktur, Kegellade, freistehender Spieltisch. |
| 1927 | Laab im Walde             | Pfarrkirche Laab im Walde hl. Koloman |      | I/P     | 8        | [ 76 ] |
| 1928 | Ernstbrunn                | Pfarrkirche Ernstbrunn                |      | II/P    | 17       | siehe auch 1883 |
| 1928 | Mödling                   | Pfarrkirche Mödling-St. Othmar        |      | II/P    | 31       | nicht erhalten, seit 1983 Orgel von Walcker-Mayer |
| 1929 | Hüttendorf                | Pfarrkirche Hüttendorf hl. Barbara    |      | II/P    | 21       | |
| 1930 | Zöbern                    | Pfarrkirche Zöbern St. Georg          |      | II/P    | 13       | |
| 1930 | Wien                      | Rudolfsheimer Pfarrkirche             |      |         |          | Sanierung und Umgestaltung der Disposition durch Philipp Eppel 1974 |
| 1931 | Wien                      | St. Othmar unter den Weißgerbern      |      | III/P   | 35       | Neubau in das Gehäuse von 1873 unter Verwendung von originalem Pfeifenmaterial von Carl Hesse |
| 1931 | Michelstetten             | Pfarrkirche Michelstetten             |      | I/P     | 8        | Neues Werk in einem barocken Gehäuse aus 1761. |
| 1932 | Wien                      | Ober St. Veiter Pfarrkirche           |      |         |          | |
|      | Wien                      | Christkönigskirche Neufünfhaus        |      | II/P    |          | freistehender Spieltisch, pneumatische Traktur |
| 1933 | Großweikersdorf           | Pfarrkirche Großweikersdorf           |      | III/P   | 27       | Eingebaut in das historische Gehäuse von Benedikt Latzl, 1855, mit stummem Prospekt. Pneumatische Spieltraktur, Fernwerk elektropneumatisch |

### Johann Marcellinus Kauffmann III. (1910–1965)
Siehe Hauptartikel Johann M. Kauffmann.